# Xhierfomont
Xhierfomont est un hameau belge de la commune de Stoumont située en Région wallonne dans la province de Liège.
Il se trouve en Ardenne, au nord-est de Rahier le long de la route qui vient de la vallée de la Lienne. 
La graphie "Xh" dénote le "H" aspiré du wallon liégeois (le "X" ne doit donc pas se prononcer).
Xhierfomont est blotti au pied d'un dôme rocheux (395m d'altitude) connu dans le pays sous le nom de "Rofthier" ou "Rouge-Thier". Cette dénomination provient sans doute de la couleur rougeâtre de la roche schisteuse contenant principalement des minerais de fer et de manganèse.
Il y a quatre siècles le sabbat des sorcières avait lieu sur le Rouge-Thier; de 1604 à 1621, 44 personnes ont été victimes de la chasse aux sorcières dans la mayeurie de Rahier.

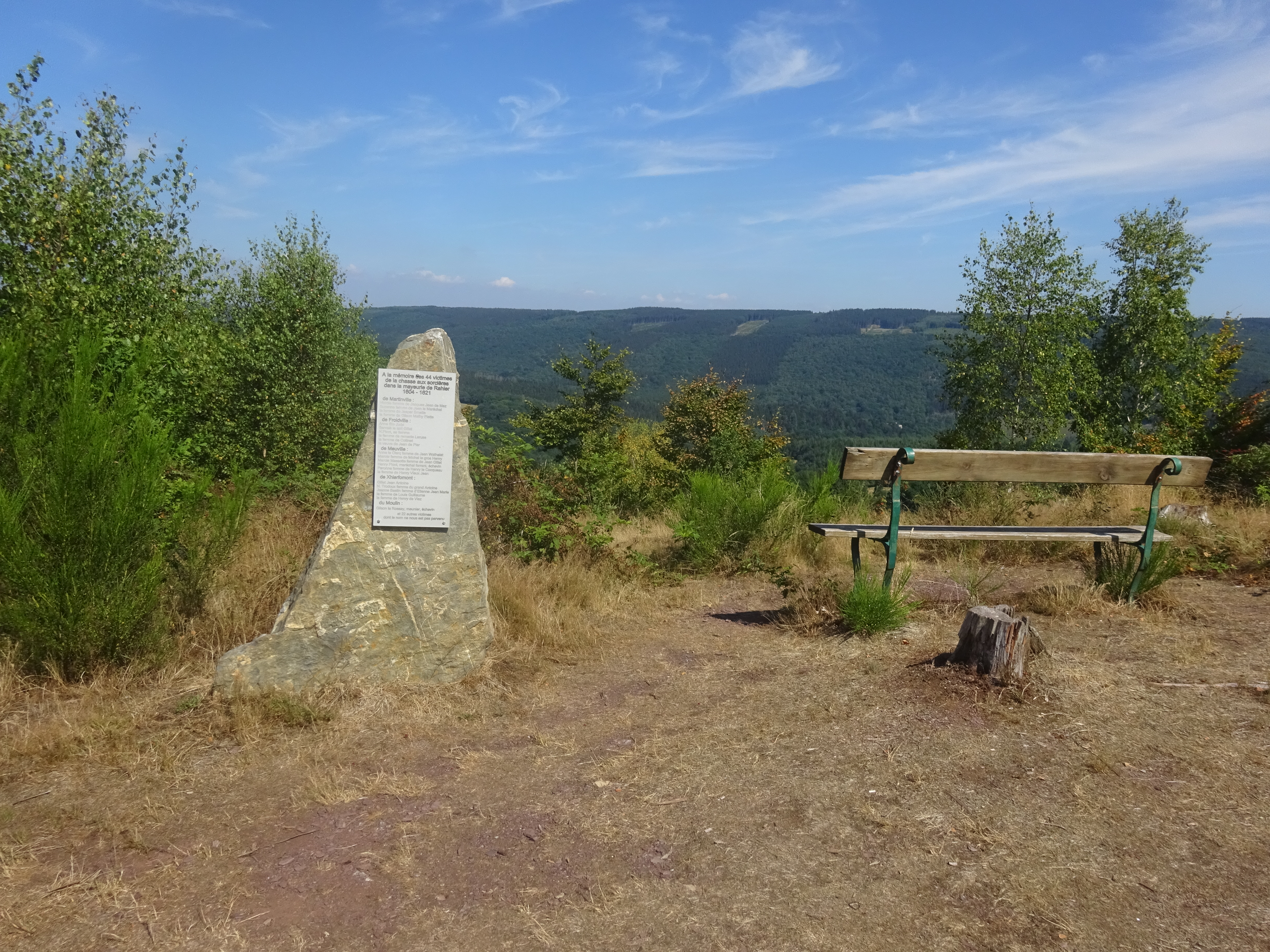
Stèle en mémoire des sorcières au sommet du Rouge-Thier